# Tunelski pojav
Tunélski pojàv je kvantnomehanski pojav pri katerem lahko gre delec (valovna funkcija) skozi potencialno prepreko, kar v klasičnem opisu ni mogoče, saj je njegova kinetična energija manjša od potencialne energije prepreke. Pri tunelskem mikroskopu, je ta delec elektron. Približna verjetnost prehoda je:
{\displaystyle T=e^{-2kL}\!\,}
pri:
{\displaystyle k={\frac {2\pi (2m(U-W_{\rm {k}}))^{1/2}}{h}}\!\,,}
kjer je:
- {\displaystyle L\!\,} – širina prepreke [m],
- {\displaystyle U\!\,} – potencialna energija prepreke [J],
- {\displaystyle W_{\rm {k}}\!\,} – kinetična energija delca [J],
- {\displaystyle h\!\,} – Planckova konstanta.